# 工黨
工黨是與勞工運動有聯係的政黨，一般政治立場屬於社会民主党。工黨一般起源于勞工運動，并会于勞工運動和工會组织保持一定的密切联系。
在英联邦及歐洲国家，由於工黨是勞工運動的政治組織，工會組織對工黨有特別大的影響力，不少工會成員也同時為工黨的成員，工會對工人政黨有重要影響，例如工會可以作爲團體黨員在工黨代表大會上有特殊的表決權（佔一定比例），但近年不少國家的工黨與工會組織保持距離，以爭取中產階級及溫和中間選民支持。

## 工黨列表
- ： 澳大利亞工黨
- 英国： 工党 (英国)
- 爱尔兰： 工党 (爱尔兰)
- 新西兰： 紐西蘭工黨
- 以色列： 以色列工黨
- 荷蘭： 工党 (荷兰)
- 香港：工黨 (香港)